# Xystrota fumata
Xystrota fumata är en fjärilsart som beskrevs av Louis Beethoven Prout 1938. Xystrota fumata ingår i släktet Xystrota och familjen mätare. Inga underarter finns listade i Catalogue of Life.